# Lacon
Lacon è un comune degli Stati Uniti d'America, situato nello Stato dell'Illinois, nella contea di Marshall, della quale è il capoluogo.